# One Night of Love
One Night of Love és una pel·lícula musical de la Columbia Pictures dirigida per Victor Schertzinger i protagonitzada per la soprano Grace Moore i Tullio Carminati. Basada en el relat “Don't Fall in Love” de Charles Beahan i Dorothy Speare, es va estrenar el 15 de setembre de 1934. Guanyà els Oscar a la millor banda sonora (la primera vegada que es concedia) i millor so en la gala dels Premis Oscar de 1934 i fou nominada en quatre categories més: a la millor direcció, a la millor actriu, a la millor pel·lícula i al millor muntatge. La revista Film Daily la classificà l'any següent com una de les 10 millors pel·lícules produïdes aquell any.

## Argument
Després de fer una audició per a una ràdio, la cantant Mary Barrett informa els seus pares que marxa de Nova York per estudiar música a Milà. Allà aconsegueix feina al Cafè Roma, on l'eminent Giulio Monteverdi la sent cantar. Giulio promet la convertirà en una estrella si li permet controlar la seva vida i modelar-la però sense que això impliqui cap relació romàntica. En poc temps Mary està preparada per fer una gira pels teatres d'òpera de províncies i Giulio l'ajuda a superar la por escènica.
Després de diversos anys, Mary comença a cansar-se del domini i la disciplina de Giulio. A Viena, Mary i Giulio es troben amb una de les seves velles alumnes, Lally, que va renyir amb Guilio quan ella va intentar establir una relació. La Mary es posa gelosa i fa veure que té laringitis i Giulio s’hostatja en un hotel diferent. Mary creu que Guilio s'ha anat amb Lally i per això visita Bill Houston, un vell amic que es vol casar amb ella. Després d'un dia tirant fruita als seus cartells, Mary decideix no cantar aquella nit. Per persuadir-la de continuar Giulio li diu que Lally ocuparà el seu lloc i després se li declara. Mary interpreta "La Barrett" de Carmen de Bizet i el paper li guanya una invitació de la Metropolitan però Giulio insisteix que no està preparada. Bill marxa cap a Nova York i diu a Mary que són molt diferents. En tornar a un sopar que Giulio ha preparat per a Mary, Lally menteix a Mary dient que encara manté una relació amb l'empresari. La nit del seu debut a Madame Butterfly Mary està massa nerviosa per pujar a l'escenari, fins que veu en Giulio al seu lloc habitual a la caixa de l’apuntador. Un amic li ha explicat a Mary l'escapada de Lally, però s'havia mostrat massa orgullosa per trucar a Giulio sola.

## Repartiment
- Grace Moore (Mary Barrett)
- Tullio Carminati (Giulio Monteverdi)
- Lyle Talbot (Bill Houston)
- Mona Barrie (Lally)
- Jessie Ralph (Angelina, criada)
- Luis Alberni (Giovanni, assistent de Giulio)
- Andrés de Segurola (Galuppi)
- Nydia Westman (Muriel)
- Rosemary Glosz (Frappazini)
- Jane Darwell (mare de Mary)
- William Burress (pare de Mary)
- Leo White (florista)

## Premis i nominacions
| Categoria           | Nominats                       | Resultat  |
| ------------------- | ------------------------------ | --------- |
| Millor pel·lícula   | Columbia Pictures              | Nominat   |
| Millor banda sonora | Victor Schertzinger i Gus Kahn | Guanyador |
| Millor so           | John Livadary                  | Guanyador |
| millor direcció     | Victor Schertzinger            | Nominat   |
| millor actriu       | Grace Moore                    | Nominat   |
| millor muntatge     | Gene Milford                   | Nominat   |